# Mistrzostwa SAFF w piłce nożnej kobiet
Mistrzostwa SAFF w piłce nożnej kobiet (ang. SAFF Women's Championship) – turniej piłkarski w Azji Południowej organizowany co dwa lata przez SAFF. Drużyny biorące udział w turnieju to Afganistan, Bangladesz, Bhutan, Indie, Malediwy, Nepal, Pakistan i Sri Lanka.

## Historia
Zapoczątkowany został w 2010 roku przez SAFF jako Mistrzostwa kobiet SAFF. W turnieju 2010 uczestniczyły reprezentacje Bangladeszu, Indii, Nepalu, Pakistanu i Sri Lanki. Rozgrywki zostały rozegrane na stadionach Bangladeszu. 5 drużyn najpierw w grupie systemem kołowym walczyła o miejsca na podium, a potem dwójka najlepszych zespołów w meczu finałowym wyłoniła mistrza. Pierwszy turniej wygrała reprezentacja Indii.
W II edycji 8 drużyn najpierw zostały rozbite na dwie grupy, a potem czwórka najlepszych zespołów systemem pucharowym wyłoniła mistrza.

## Finały
| 2010 Szczegóły | Bangladesz | Indie | 1:0 | Nepal      | / Bangladesz i Pakistan  | / Bangladesz i Pakistan  | / Bangladesz i Pakistan  | 5 |
| 2012 Szczegóły | Sri Lanka  | Indie | 3:1 | Nepal      | / Afganistan i Sri Lanka | / Afganistan i Sri Lanka | / Afganistan i Sri Lanka | 8 |
| 2014 Szczegóły | Pakistan   | Indie | 6:0 | Nepal      | / Bangladesz i Sri Lanka | / Bangladesz i Sri Lanka | / Bangladesz i Sri Lanka | 8 |
| 2016 Szczegóły | Indie      | Indie | 3:1 | Bangladesz | / Malediwy i Nepal       | / Malediwy i Nepal       | / Malediwy i Nepal       | 7 |
| 2019 Szczegóły | Nepal      | Indie | 3:1 | Nepal      | / Sri Lanka i Bangladesz | / Sri Lanka i Bangladesz | / Sri Lanka i Bangladesz | 6 |

## Statystyki
| Lp. | Drużyna    | Mistrz | Wicemistrz | Lata triumfów                 |
| --- | ---------- | ------ | ---------- | ----------------------------- |
| 1.  | Indie      | 5      | 0          | 2010, 2012, 2014, 2016*, 2019 |
| 2.  | Nepal      | 0      | 4          |                               |
| 3.  | Bangladesz | 0      | 1          |                               |

* = jako gospodarz.